# Famille Casgrain
Pour les articles homonymes, voir Casgrain.
 (avril 2014).
La famille Casgrain est une lignée québécoise de souche canadienne-française comptant de nombreux notables qui se sont illustrés dans la vie publique.

## Membres notables
- Pierre Casgrain (1771-1828), seigneur de Rivière-Ouelle. Il épousa en 1790 Marie-Marguerite Bonenfant[1].
  - Pierre-Thomas Casgrain (1797-1863), seigneur de Rivière-Ouelle. Il épouse en 1817 Émilie Lacombe.
    - Pierre-François Casgrain. Il épousa en 1847 Georgiana Morrison
      - François Casgrain (1851-1909). Il épousa en 1883 Marie-Hélène Adèle Berthelot
        -  Pierre-François Casgrain (1886-1950), député de Charlevoix-Montmorency (1917-1925), puis de Charlevoix-Saguenay (1925-1941) à la Chambre des communes, puis juge à la Cour supérieure du Québec (1941-1950). Il épousa en 1916 Thérèse Forget (1896-1981), mieux connue sous le nom de Thérèse Casgrain, qui devint sénatrice (1970-1971).

    - Charles-Clément Casgrain (1823-?). Épousa en 1848 Éloïse Miville-Deschênes.
      - Anaïs-Élisa Casgrain. Épousa en 1884 son cousin Joseph-Raymond Casgrain (voir ci-dessous).

  - Olivier-Eugène Casgrain, seigneur de L'Islet. Il épousa Marie-Hortense Dionne, fille d'Amable Dionne.
    - Olivier-Arthur Casgrain, dit Cassegrain, avocat et écrivain[2].

  - Marie-Sophie Casgrain (1799-1865), épousa en 1814 François Letellier de Saint-Just
    - Luc Letellier de Saint-Just.(1820-1881), député de Kamouraska (1851), Conseiller législatif pour la division de Grandville (1860-1867), Ministre de l’Agriculture (1863-1864), sénateur (1867-1976), Ministre fédéral de l’Agriculture (1873-1876), puis lieutenant-gouverneur du Québec (1876-1879)[3].

  - Charles-Eusèbe Casgrain (1800-1848). Député de Kamouraska à l’Assemblée législative du Bas-Canada (1830-1834).  Il épousa en 1824 Eliza Anne Baby[4],[5].
    - Charles-Eusèbe Casgrain (1825-1907), sénateur conservateur (1887-1907). Il épousa Charlotte Chase.
      - Thomas Chase Casgrain (1852-1916), député conservateur de Québec (1886-1890) puis de Montmorency (1892-1996) à l’Assemblée législative du Québec, procureur général du Québec (1891-1896), député conservateur de Montmorency à la Chambre des Communes (1896-1904 et 1914-1916) et  Ministre des Postes (1914-1916)[6],[7].

    -  Philippe-Baby Casgrain (1826-1917), député de L’Islet à la Chambre des Communes (1872-1891). Il épousa en 1854 Mathilde Perreault (1831-1910).
      - Joseph-Philippe-Baby Casgrain (1856-1939), sénateur libéral. Il épousa Ella Cook.
      - Charles-Perreault Casgrain (1862-1934), fonctionnaire. Il épousa en 1897 Germaine Mousseau.
        - Perreault Casgrain (1898-1981), député de Gaspé-Nord à l’Assemblée législative du Québec (1939-1944) et  Ministre sans portefeuille (1942-1944). Il épousa Lydie Prince en 1921[8].
          - Philippe Casgrain (1927-2010). Épousa en 1954 Marie-Claire Kirkland. Divorça.
            - Kirkland Casgrain Juge à la Cour supérieure du Québec.
            - Lynne-Marie Casgrain Avocate, épousa Julius Grey, avocat.

    - Auguste-Eugène Casgrain (1830-1907). Épousa en 1850 Odile Blais.
      - Joseph-Raymond Casgrain. Épousa en 1884 sa cousine Anaïs-Élisa Casgrain (voir ci-dessus).
        - Léon Casgrain (1892-1967). Député libéral de Témiscouata (1927-1931), de Rivière-du-Loup (1931-1939), de Kamouraska-Rivière-du-Loup (1939-1944) puis de Rivière-du-Loup (1944-1948). Ministre sans portefeuille (1939-1942) puis Procureur général de la province de Québec (1942-1944)[9].

    - Henri-Raymond Casgrain (1831-1904), prêtre catholique et historien[10].
    - Suzanne Casgrain (1833-1862). Elle épousa en 1861 Charles-Alphonse-Pantaléon Pelletier (1837-1911), député de Kamouraska à la Chambre des Communes (1869-1877), sénateur (1877-1904), juge à la Cour supérieure du Québec (1904-1908), puis lieutenant-gouverneur du Québec (1908-1911)

  - Luce Casgrain (1802-1870), épousa en 1819 Philippe Panet (1791-1855).